# Église Saint-Martin de Champcenest
L'église Saint-Martin de Champcenest est une église située à Champcenest, en France.

## Généralités
L'église est située à Champcenest, dans le département de la Seine-et-Marne, en région Île-de-France, en France. L'église fait partie du pôle missionnaire de Provins, du diocèse de Meaux.

## Historique
L'église date du XIIIe siècle et restaurée au XVe siècle. Elle est endommagée lors de la Première Guerre mondiale.
L'église est classée au titre des monuments historiques par arrêté du 8 août 1917.

## Description
L'église est consolidée par des contreforts en équerre du XIVe siècle. Le chœur est orné de dosserets à triples colonnettes du XIIIe siècle sculptées aux chapiteaux de feuilles d'eaux. On remarque à l'abside deux culs-de-lampe sculptés de masques avec une voûte à un tore et clef fleuronnée (xve siècle). Il reste deux fenêtres lancettes à la chapelle. 

## Mobilier
L'église possède du mobilier classé à titre objet des monuments historiques : tableau du XVIIIe siècle, divers statuaires des XVe siècle et XVIe siècle, des lambris des XVIe siècle et XVIIe siècle sculptés en feuillet, des dalles funéraires du XVIe siècle dont une de Jacques Luillier, mort en 1569.

## Galerie

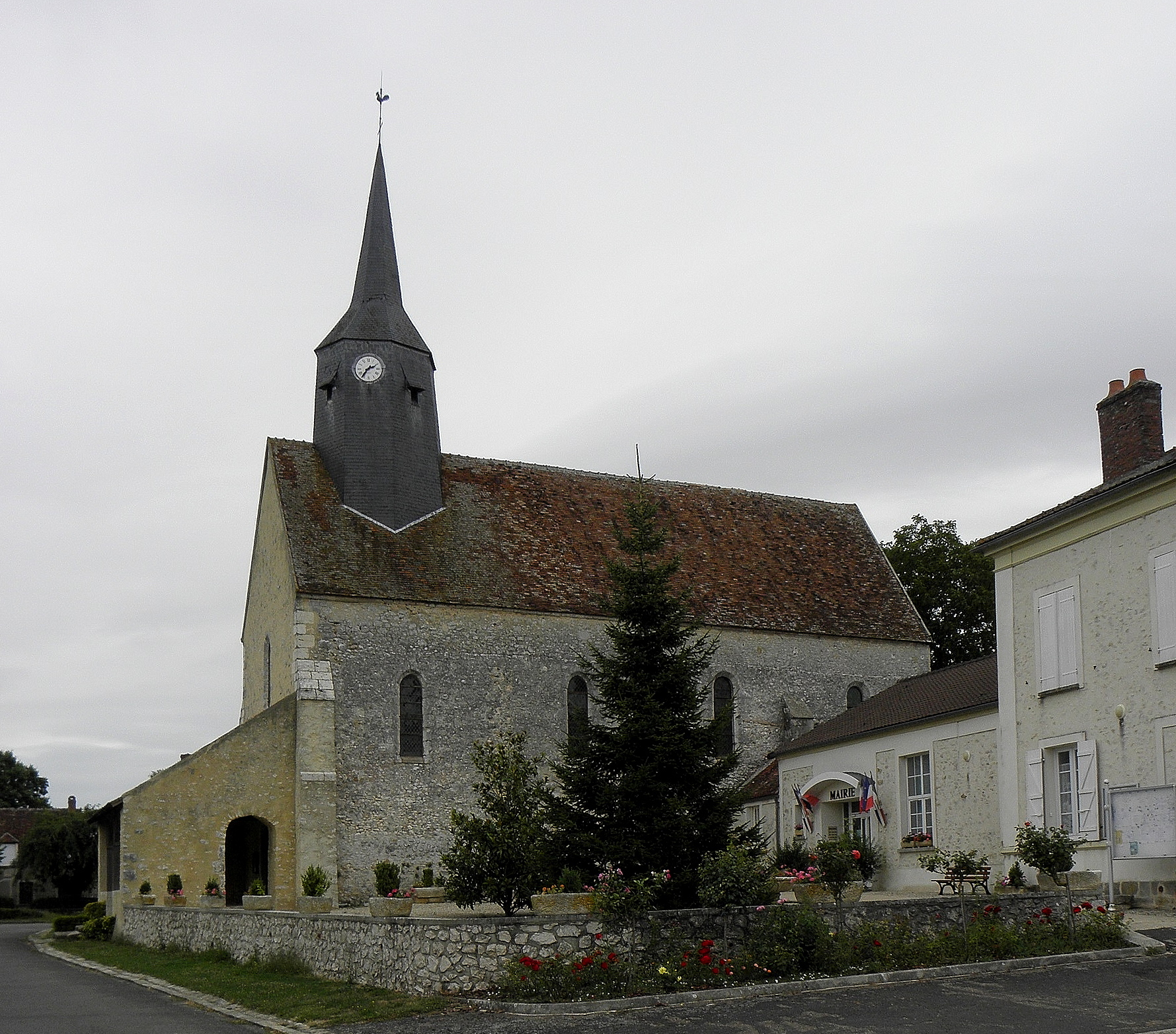
Vue extérieure
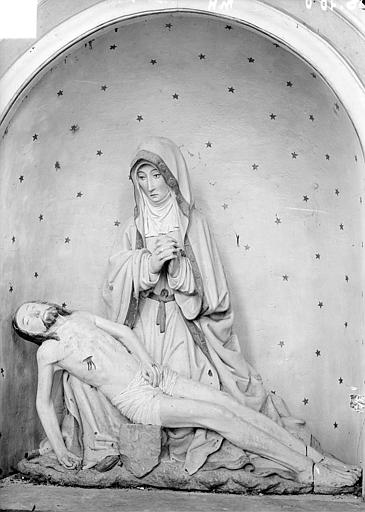
Statuaire
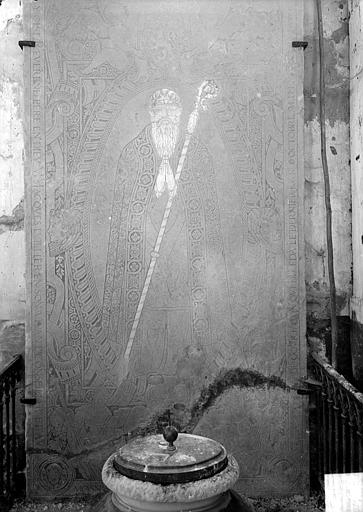
Dalle funéraire